# 1979年全豪オープン
1979年 全豪オープン（1979ねんぜんごうオープン、Australian Open 1979）は、オーストラリア・メルボルン市内にある「クーヨン・テニスクラブ」にて、1979年12月24日から1980年1月2日まで開催された。

## 大会の流れ
- 大会会場はメルボルン市内にある「クーヨン・テニスクラブ」の芝生コートで開催。
- 男子シングルスは「64名」の選手による6回戦制で行われた。女子シングルスは「32名」の選手による5回戦制で、シード選手は8名であった。
- 混合ダブルスは、1970年から1985年まで競技の実施が中止されていた。したがって、記事中の「決勝戦の結果」に混合ダブルスはなく、4部門のみの記載になる。

## シード選手

### 男子シングルス
1. ギレルモ・ビラス　（優勝、大会2連覇）
2. ジョン・アレクサンダー　（1回戦）
3. ビクトル・アマヤ　（ベスト4）
4. ハンク・プフィスター　（1回戦）
5. バラージュ・タロツィ　（1回戦）
6. ジョン・サドリ　（準優勝）
7. ティム・ウィルキソン　（1回戦）
8. ペーター・ファイグル　（1回戦）
9. ピーター・マクナマラ　（3回戦）
10. キム・ウォーウィック　（3回戦）
11. ピーター・レナート　（ベスト8）
12. ジェフ・マスターズ　（2回戦）
13. フィル・デント　（ベスト8）
14. ロス・ケース　（1回戦）
15. ロッド・フローリー　（ベスト8）
16. ポール・マクナミー　（3回戦）

### 女子シングルス
1. バージニア・ルジッチ　（1回戦）
2. ハナ・マンドリコワ　（ベスト8）
3. レナータ・トマノワ　（ベスト4）
4. シャロン・ウォルシュ　（準優勝）
5. バーバラ・ジョーダン　（初優勝）
6. （試合開始前に棄権）
7. ジャネット・ニューベリー　（ベスト8）
8. シンシア・ドーナー　（ベスト8）

## 大会経過

### 男子シングルス
準々決勝
- ギレルモ・ビラス vs.  フィル・デント　6-2, 3-6, 7-6, 4-6, 6-2
- ビクトル・アマヤ vs.  ピーター・レナート　7-6, 6-4, 6-4
- ジョン・サドリ vs.  ロッド・フローリー　7-6, 6-3, 6-7, 6-4
- コリン・ディブリー vs.  マーク・エドモンドソン　3-6, 6-4, 3-6, 7-6, 6-4

準決勝
- ギレルモ・ビラス vs.  ビクトル・アマヤ　7-5, 3-6, 7-6, 7-6
- ジョン・サドリ vs.  コリン・ディブリー　6-4, 7-6, 6-7, 6-4

### 女子シングルス
準々決勝
- メアリー・ソーヤー vs.  ジャネット・ニューベリー　7-6, 6-3
- シャロン・ウォルシュ vs.  ミシェル・ガーダル　6-0, 6-3
- レナータ・トマノワ vs.  シンシア・ドーナー　6-2, 6-1
- バーバラ・ジョーダン vs.  ハナ・マンドリコワ　6-2, 6-2

準決勝
- シャロン・ウォルシュ vs.  メアリー・ソーヤー　7-6, 6-3
- バーバラ・ジョーダン vs.  レナータ・トマノワ　5-7, 6-3, 6-3

## 決勝戦の結果
- 男子シングルス： ギレルモ・ビラス vs.  ジョン・サドリ　7-6, 6-3, 6-2
- 女子シングルス： バーバラ・ジョーダン vs.  シャロン・ウォルシュ　6-3, 6-3
- 男子ダブルス： ピーター・マクナマラ＆ ポール・マクナミー vs.  ポール・クロンク＆ クリフ・レッチャー　7-6, 6-2
- 女子ダブルス： ダイアン・エバース＆ ジュディ・チャロナー vs.  マルセラ・メスカー＆ リアン・ハリソン　6-2, 1-6, 6-0